# Vladimir Odoievski
Vladimir Odoievski (n. 25 august 1803, Moscova, Imperiul Rus – d. 27 februarie/11 martie 1869, Moscova, Imperiul Rus) a fost un filosof, scriitor, critic de muzică, filantrop și pedagog rus. A fost un membru al familiei Rurik. Din 1824 a mai activat și ca critic literar și jurnalist. Cea mai importantă operă a lui este colecția de eseuri și nuvele Nopți ruse (1844). A fost înmormântat la Moscova. 